# 칠석제 (노래)
〈칠석제〉(일본어: 七夕祭り 타나바타마츠리[*])는 테고마스의 4번째 싱글이다.

## 개요
전작 〈함께 쓴 우산〉으로부터, 대략 1년 1개월 만의 싱글이다. 일본과 스웨덴에서 동시 발매되었다.
통상반·초회 생산 한정반의 2형태 발매. 초회 생산 한정반은, PV+메이킹을 수록한 DVD, 4면 8P 자켓 사양. 통상반은 3면 6P 자켓 사양
.
동년 7월 15일에 발매되는, 《테고마스의 노래》에는 수록되지 않고, 2011년 10월 19일 발매의 《테고마스의 마법》에 수록되었다.

## 수록곡

### 초회 생산 한정반
1. 七夕祭り / 칠석제
작사: RYOka / 작곡: Anderz Wrethov, Elin Wrethov, Johan Bejerholm / 편곡: Anderz Wrethov, Johan Bejerholm
2. はなむけ / 이별하는 사람에게 주는 선물
작사: 이타바시 카나오 / 작곡: 히로이즘 / 편곡: 치노 요시히코
3. 七夕祭り（オリジナル・カラオケ）

### 통상반
1. 七夕祭り / 칠석제
2. はなむけ/ 이별하는 사람에게 주는 선물
3. 僕らしく / 나답게
작사: nami, AZUKI / 작곡: Fredrik Hult, Carl Utbult, Thomas Johnsson / 편곡: Fredrik Hult, Carl Utbult / 코러스 어레인지: 치노 요시히코
4. 終わらないで / 끝나지 말아줘
작사: 모리우치 유키 / 작곡: 카와후쿠 카즈야 / 편곡: 치노 요시히코

### 스웨덴반
1. 七夕祭り / 칠석제
2. TADAIMA OKAERI
3. LA LA SAKURA